# Борго (Потенца)
Борго (итал. Borgo) је насеље у Италији у округу Потенца, региону Базиликата.
Према процени из 2011. у насељу је живело 62 становника. Насеље се налази на надморској висини од 658 м.